# Hertaling
Een hertaling is een vertaling van een verouderde versie van een taal in een moderne versie van dezelfde taal, bijvoorbeeld Middelnederlands naar modern Nederlands, of bijvoorbeeld een bewerking van een tekst naar eenvoudige taal.
Van een hertaling in de literatuur wordt gesproken wanneer een tekst zodanig bewerkt wordt binnen dezelfde taal dat de vorm (stijl) van de nieuwe versie zo sterk afwijkt van die van het origineel dat de oude stijl niet meer te herkennen is. Bij moderniseringen van literaire werken laait periodiek de discussie op of er nu sprake is van een (al dan niet verantwoorde) adaptatie of een hertaling.